# Johann Gambolputty
Johann Gambolputty ist der kurze Name eines fiktiven Komponisten, der eine tragende Rolle im Sketch It's the Arts / Johann Gambolputty … von Hautkopf of Ulm der britischen Komikergruppe Monty Python spielt. Der Sketch stammt aus der sechsten Folge der ersten Staffel der Fernsehserie Monty Python’s Flying Circus, wurde am 5. November 1969 gedreht und am 23. November des Jahres erstmals gesendet.
Der Sketch bezieht seinen Humor zum großen Teil aus der Nennung von Gambolputtys grotesk langem vollen Nachnamen.

## Inhalt
Im Rahmen der Fernsehsendung It's the Arts stellt der Moderator Arthur Figgis (gespielt von Graham Chapman) einen Komponisten vor, der neben Namen wie Beethoven, Mozart, Chopin oder Liszt zwar in Vergessenheit geraten sei, aber der zu den größten Künstlern der deutschen Barockmusik gezählt wird. Sein voller Name lautet Johann Gambolputty de von Ausfern- schplenden- schlitter- crasscrenbon- fried- digger- dingle- dangle- dongle- dungle- burstein- von- knacker- thrasher- apple- banger- horowitz- ticolensic- grander- knotty- spelltinkle- grandlich- grumblemeyer- spelterwasser- kurstlich- himbleeisen- bahnwagen- gutenabend- bitte- ein- nürnburger- bratwustle- gerspurten- mitz- weimache- luber- hundsfut- gumberaber- shönedanker- kalbsfleisch- mittler- aucher von Hautkopft of Ulm. Figgis fährt fort, Gambolputty müsse Recht widerfahren, und kündigt ein Interview mit Gambolputtys letztem noch lebenden Verwandten Karl Gambolputty […] Hautkopf of Ulm an und nennt dabei dessen vollen Nachnamen.
Karl Gambolputty (Terry Jones) ist ein alter Mann und wird, in einem Park sitzend, von einem Reporter (John Cleese) befragt. Karl beginnt zu erzählen, bei seiner ersten Begegnung mit Gambolputty sei dieser im Beisein seiner Frau Sarah Gambolputty […] von Hautkopf of Ulm gewesen (Karl nennt dabei erneut den vollen, langen Nachnamen). Kurz darauf stirbt Karl während des Interviews, völlig entkräftet dadurch, ständig die langen Namen seiner Vorfahren aufsagen zu müssen. Der Reporter stellt überrascht den Tod seines Gegenübers fest und beginnt vor laufenden Kameras, ein Grab auszuheben.
Damit schließt Figgis die Sendung und kommentiert, dies sei ein Tribut an Gambolputty gewesen. Bei der letzten Nennung des vollen Nachnamens werden einzelne Teile des Nachnamens von anderen wiederkehrenden Figuren des Flying Circus (ein Wikinger, ein Mann, ein Ritter) und animierten Figuren (darunter die Mona Lisa und die Arnolfini-Hochzeit) gesprochen, womit der Sketch endet.

## Sonstiges
Der Sketch ist eine indirekte Fortsetzung eines Sketches aus der ersten Folge der Serie; bereits dort wurde eine Fernsehsendung namens It's the Arts gezeigt.
Parallele Witze über Personen mit langen Namen:
- Im Japanischen Rakugo existiert mit Jugemu (寿限無) ein Witz, der ebenso auf einen langen Namen beruht, und dessen Anfänge sich im Jahr 1703 nachweisen lassen.
- Im Manga und dazugehörigen Anime Servant × Service (サーバント×サービス) gibt es eine weibliche Person Yamagami Lucy [...], mit einem langen nie vollständig genannten Namen, der andere Personen an die Jugemu-Geschichte erinnert.
- Das 1968 in den USA veröffentlichte Buch Tikki Tikki Tembo handelt von einem Kind mit einem langen Namen.
- John Jacob Jingleheimer Schmidt aus dem gleichnamigen Lied hat einen vergleichsweise kurzen Namen.